# 小行星6909
小行星6909（英語：6909 Levison）是一颗围绕太阳公转的小行星。1991年1月19日，卡罗琳·舒梅克、尤金·舒梅克在帕洛马山发现了此天体。
这颗小行星的绝对星等为75.79006等。